# Ranongga
Ranongga é uma ilha da Província Ocidental das Ilhas Salomão, perto da ilha Nova Geórgia. A maioría das aldeias estão situadas no lado oriental da ilha. A língua ghanongga é o idioma falado pelos cerca de 2500 habitantes da ilha Ranongga.